# Remontekommissionen
Remontekommissionen var en dansk militær myndighed, der fra 1796 til 1965 (dog nedlagt 1852-55) havde til opgave at indkøbe heste til kavaleriet (og andre enheder og personer, der skulle bruge heste) og føre tilsyn med de af hærens heste (altså mobiliseringsberedskabet), som var udstationeret hos civile, såkaldte foderværter. Oprindelig klarede de enkelte kavalerienheder selv indkøb af heste, men dette medførte dels, at priserne blev presset op, når flere enheder købte i samme område, dels at tidsrammen for tilridningen af de indkøbte heste kom til at afhænge af markedet og derfor kunne være uhensigtsmæssig for kavaleriet.